# Okerbrücke Berkenbuschstraße
Die Okerbrücke Berkenbuschstraße ist eine Straßenbrücke, die die Braunschweiger Ortsteile Rüningen und Stöckheim miteinander verbindet und die Oker überspannt. Das im Oktober 2015 eröffnete Bauwerk tritt an die Stelle mehrerer Vorgängerbauten. Eine Okerquerung zwischen den beiden Orten ist bereits ab dem 18. Jahrhundert überliefert.

## Lage
Die Brücke quert die Oker südlich von Braunschweig zwischen Rüningen auf dem linken und der Stöckheimer Feldmark auf dem rechten Ufer. Über die Brücke verläuft die Kreisstraße 79, die durch Stöckheim als Rüninger Weg und entlang der Mühle Rüningen als namensgebende Berkenbuschstraße führt. Diese wiederum verdankt ihren Namen zwei früheren Besitzern der Mühle. Das Bauwerk liegt in der Okeraue unmittelbar am Zufluss eines Grabens aus dem Stöckheimer Siedlungsgebiet und nur wenige hundert Meter vom Unterwasser des Rüninger Wehrs entfernt. Zwischen Brücke und Mühle verläuft die Bahnstrecke Braunschweig–Bad Harzburg.
Der Wasserspiegel des Flusses liegt bei Normalwasser auf einer Höhe von 70,95 m ü. NHN, die Fahrbahn der Brücke bei 74,39 m.

## Konstruktion und Gestaltung
Die Widerlager der Brücke ruhen auf 9,5 m langen Stahlbetonrohrpfählen mit je 1,2 m Durchmesser. Darauf lagern zwei Stahlhohlkästen mit 1,8 m Breite und einem Gewicht von 60 t. Diese tragen Stahlbeton-Fertigteile für die Fahrbahnkonstruktion. Es wurden 660 m³ Beton und 142 t Stahl verbaut. Die Brücke ist mit Straßenleuchten ausgestattet, beidseitig mit einem Fußweg und auf der Nordseite mit einem breiteren Fuß-Rad-Weg. Im Norden sind die Anschlüsse an die bestehenden Spazierwege zum Südsee asphaltiert. Im Süden ist im Verlauf des Wilhelm-Bornstedt-Wegs eine Holzbrücke über den Graben als Ersatz für die frühere Querung errichtet worden. Der Graben ist vor der Mündung in die Oker mit Ausweitungen versehen worden.

## Vorgängerbauten
Die Oker floss bis 1963 westlich ihrer heutigen Lage zur Mühle, während die frühere Freiflut etwa im Bett der heutigen Oker verlief. Über beide Arme sind in dem Gerlach-Plan von 1763 Querungen verzeichnet, so dass eine Zuwegung zur Mühle auch vom Ostufer her möglich war.
Die im 20. Jahrhundert dort vorhandene Okerbrücke wurde zum Ende des Zweiten Weltkriegs am 11. April 1945 von deutschen Soldaten gesprengt und später neu aufgebaut. Im Zuge der Okerregulierung wurde 1963 über den nun umgeleiteten und begradigten Fluss eine Holzbrücke mit eingeschränkter Tragfähigkeit errichtet. Sie hatte zwei Pfeilerreihen im Fluss sowie zwei Eisabweiser. Sie verfügte über eine ausreichende Breite für zwei Pkws sowie einen schmalen Fußweg. Am tragenden Holz wurde 2011 ein Pilzbefall diagnostiziert, so dass die Brücke ab Oktober 2011 für Kraftfahrzeuge gesperrt und 2012 abgerissen werden musste. An ihre Stelle trat im Mai 2012 eine stählerne Behelfsbrücke, die von der Stadt Braunschweig gemietet wurde. Diese wurde Ende August 2015 beseitigt. An den Widerlagern der alten Okerquerung sind noch Spundwände und Reste der Holzpfosten deutlich und absichtlich sichtbar.

## Planung der Brücke und Diskussion

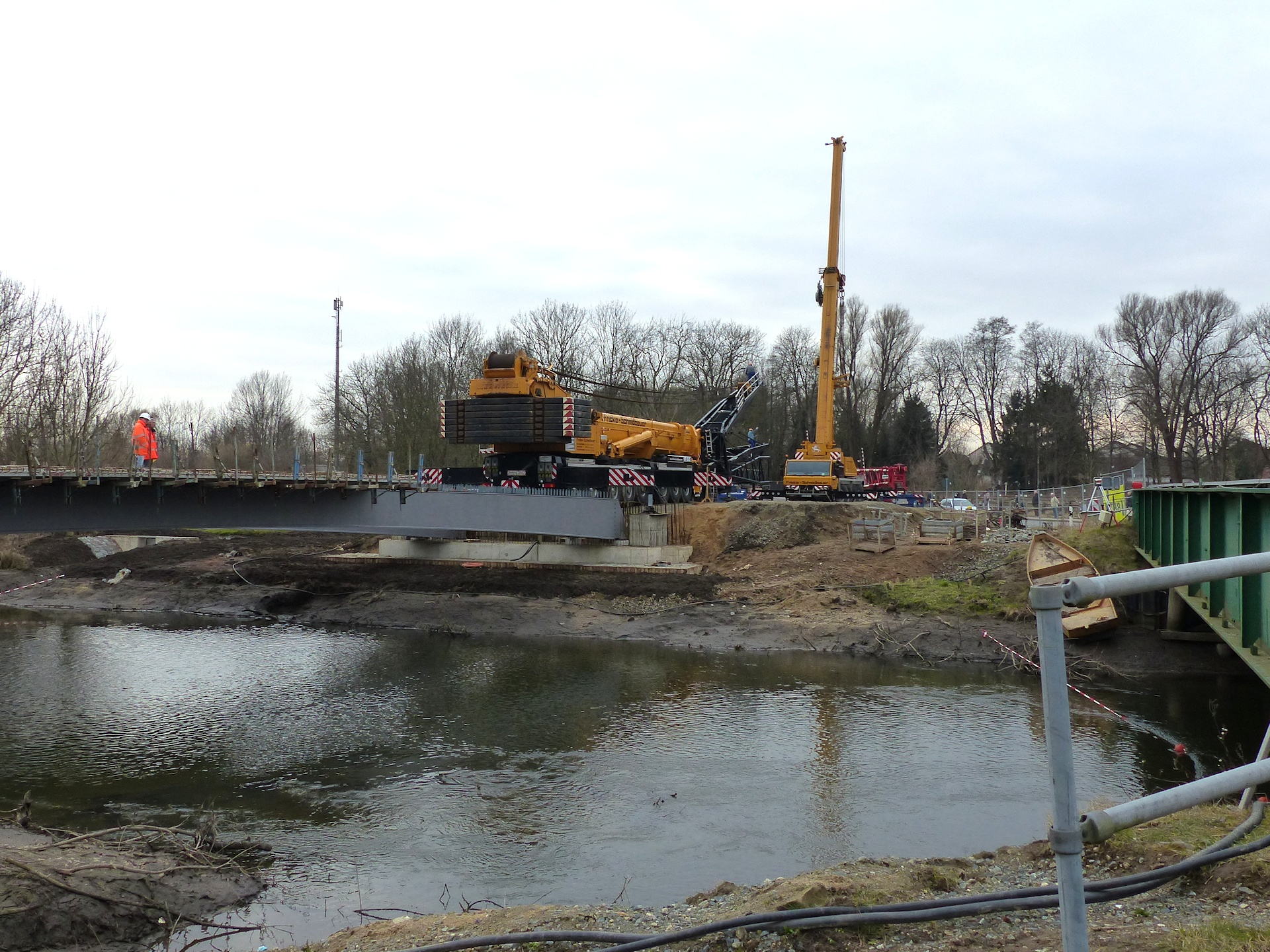
Errichtung der neuen Brücke (links) neben der Behelfsbrücke.

Über Tragfähigkeit und Lage der neuen Okerbrücke gab es im Planungsstadium anhaltende Diskussionen zwischen
engagierten Stöckheimer Bürgern, dem Stadtbezirksrat Stöckheim-Leiferde und der Verwaltung der Stadt um folgende Themen:
Die Stadt Braunschweig hatte die Möglichkeit, einen 30-prozentigen Zuschuss des Landes Niedersachsen zu den Baukosten zu erhalten, wenn die neue Brücke eine Standard-Tragfähigkeit von 60 Tonnen aufweist. Die Anwohner in Stöckheim befürchteten, dass sich dadurch eine erhebliche Steigerung des Schwerlast-Verkehrs durch die Siedlungen ergeben würde verbunden mit einer erhöhten Lärmbelästigung sowie einer Verkehrsgefährdung der Schulkinder am Rüninger Weg. Seitens der Verwaltung wurde mehrfach beteuert, dass dies nicht geplant sei und auch mit der Mühle Rüningen entsprechende Absprachen bestünden. Die Brücke selber könne aber auch nicht für den Schwerlast-Verkehr gesperrt werden, da dann die Zuschüsse entfielen. Als Signal für den Willen der Bauverwaltung wurden die Verbindungsstraßen zwischen Leipziger Straße und Rüninger Weg für den Schwerlast-Verkehr gesperrt.
Um einen nur kurzzeitig zu unterbrechenden Autoverkehr zwischen den Ortsteilen zu ermöglichen, wurde die Brücke an einem Standort etwa 30 Meter südlich der seinerzeit bestehenden Behelfsbrücke geplant. Dieses Vorhaben wurde kritisiert, weil damit ein wesentlich höherer Landschaftsverbrauch und möglicherweise eine höhere Lärmbelästigung verbunden wäre. Dem setzte die Verwaltung einen detaillierten Landschaftsplan und ein Lärmschutzgutachten entgegen. In das Bauvorhaben wurde die Schaffung von Ausgleichsflächen am Thiedebach in Leiferde und am Springbach in Melverode integriert. Im Zuge des Planfeststellungsverfahrens wurde auch ein Gutachten für den Hochwasserschutz erstellt und der Durchlassquerschnitt entsprechend gestaltet.
Der Stadtbezirksrat stimmte im Dezember 2012  dem Verwaltungsvorhaben zu. Die zuständigen Ratsgremien bewilligten die Planung nach einer Bürgeranhörung im Dezember 2012.